# East Ness
East Ness – wieś w Anglii, w hrabstwie North Yorkshire, w dystrykcie (unitary authority) North Yorkshire, w civil parish Nunnington. Leży 29 km na północ od miasta York i 305 km na północ od Londynu. W 1881 roku civil parish liczyła 39 mieszkańców. West Ness jest wspomniana w Domesday Book (1086) jako Neisse/Nesse.